# Aderus maynei
Aderus maynei é uma espécie de inseto besouro da família Aderidae. Foi descrita cientificamente por Maurice Pic em 1931.

## Distribuição geográfica
Habita na República Democrática do Congo.